# Lidköpings Mekaniska Verkstad

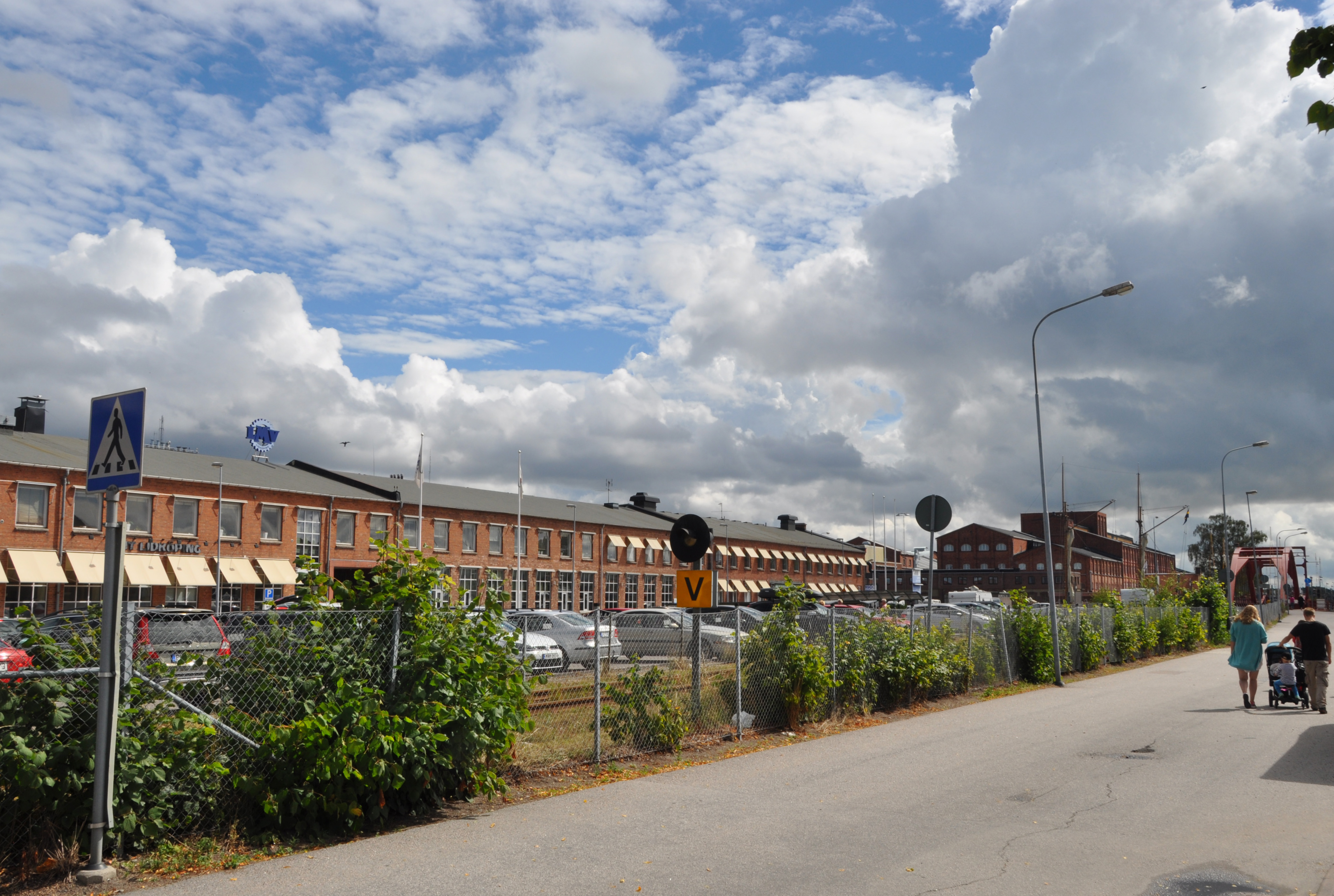
Lidköpings Mekaniska Verkstads byggnader

Lidköpings Mekaniska Verkstad (LMV) är ett svenskt företag inom verkstadsindustrin och grundades 1875. Företaget producerade ursprungligen många olika komponenter och maskiner som såldes vidare till industrin. År 1908 köpte SKF sin första slipmaskin av LMV. År 1929 fusionerades SKF och LMV. Från år 2000 ingick LMV i KMT Group, Karolin Machine Tool AB. LMV blev då ett helägt dotterbolag till LMT (Lidköping Machine Tools) som båda ingick i KMT-gruppen.
I mars 2008 köptes företaget av Norekon Invest AB och ingår sedan dess i samma koncern som verkstadsföretaget Noremech AB med Norekon som moderbolag.
I december 2019 köptes Lidköpings Mekaniska Verkstads AB av Motala Verkstad Group AB (MVG). 